# Rapenburgerstraat 77-81
Rapenburgerstraat 77-81 te Amsterdam is een woon/werkgebouw aan de Rapenburgerstraat in Amsterdam-Centrum. Het wordt vaak gecombineerd met Rapenburgerstraat 93-97, eenzelfde complex.

## Rapenburgerstraat 77-81

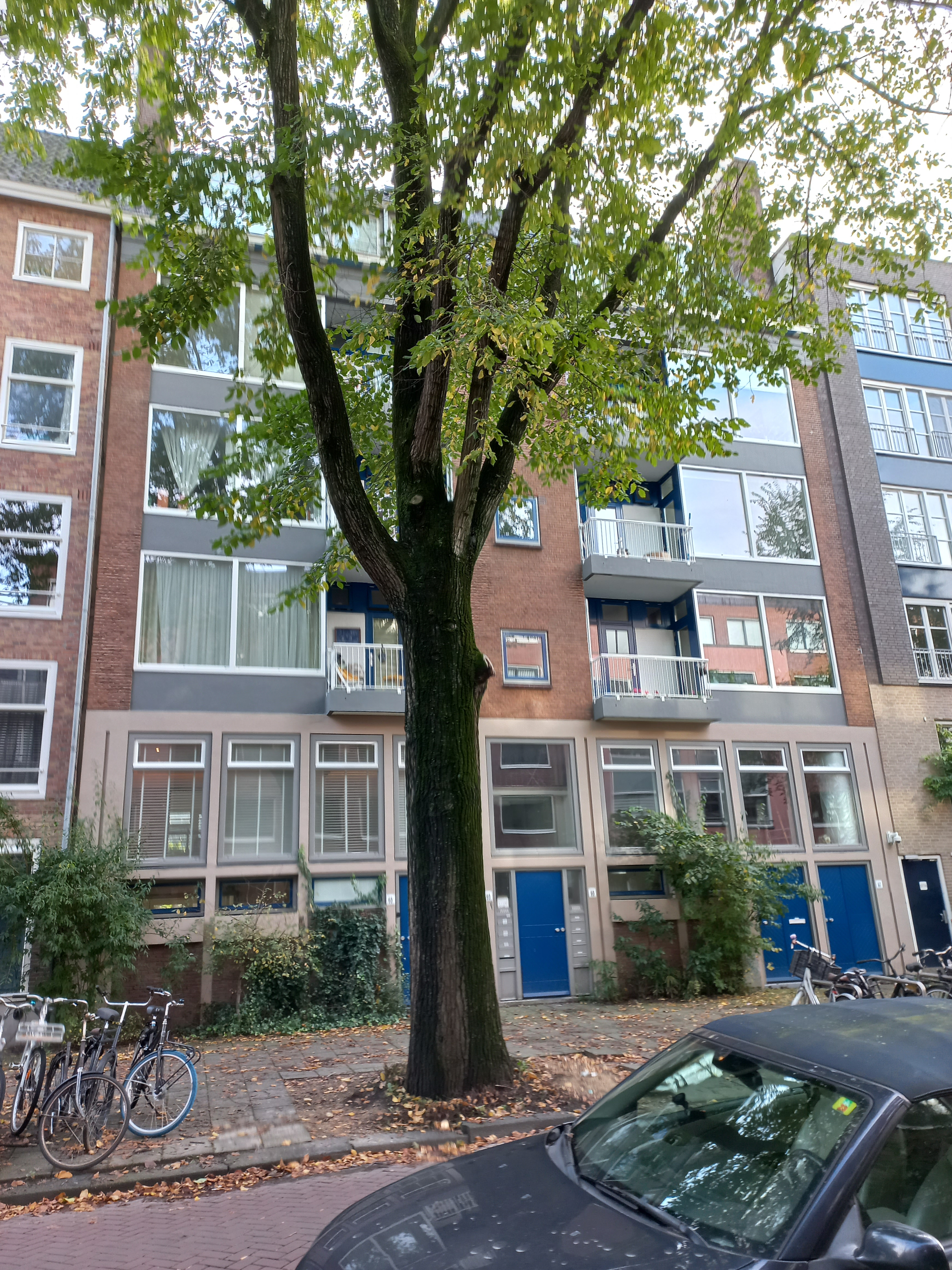
Rapenburgerstraat 93-97 (oktober 2023)

Die Rapenburgerstraat is eeuwen oud. Oorspronkelijke bebouwing werd in de loop der tijden (grotendeels) vervangen door nieuwbouw die op haar beurt soms ook al werd vervangen. In de jaren vijftig van de 20e eeuw was de bebouwing aan oostelijke gevelwand van de Rapenburgerstraat een gatenkaas. Er stond een afwisseling van gebouwen, onderstukken (overgebleven begane grondgedeelten) en muurtjes alleen ter terreinafscheiding. Tegelijkertijd waren kunstenaars (in opleiding) op zoek naar betaalbare woon/werkruimten. Om beide zaken te combineren kreeg de Gemeentelijke Woningdienst naar aanleiding van een verzoek uit oktober 1958 in december 1958 toestemming twee gaten op te vullen met zogenaamde atelier- en/of beeldhouwwoningen; de adressen waren toen Rapenburgerstraat 79-81 en 93-99. Goedkeuring was toen al voorgelegd aan de Commissie voor de Oude Stad. Aan de architecten Johan Brouwer en Cornelis Wilhelmus Schaling (beiden Bond van Nederlandse Architecten) de taak om deze zogenaamde postzegelarchitectuur (bouwen binnen beperkte oppervlak, hoogte, etc.) tot een goed eind te brengen. De gebouwen, waarin zes driekamer-, zes vierkamerwoningen en tien atelierruimten, werden opgehangen aan een stalen dragende constructie. Toch duurde het even voordat er gebouwd kon worden. In december 1960 waren de panden klaar en in januari 1961 trokken de eerste bewoners de woningen en ateliers in. De adressen waren inmiddels 77-81 (81 is een achterliggend gebouwtje) en 93-97 (97 dito). De woningen werden verdeeld door de "Stichting Woon- en Werkruimte voor Kunstenaars", voorheen "Diogenes" dat onder leiding stond van Geurt Brinkgreve. Wethouder Albert de Roos opende de complexen. Onder de eerste huurders bevonden zich tekenares Riek Wesseling, Anne Marie Blaupot ten Cate en Katinka van Rood. Ook Renze Hettema woonde er enige tijd.
De twee complexen werden onder aanvoering van wethouder Tjeerd Herrema op de lijst gezet van de Top 100 aan jonge monumenten, als antwoord op de Top 100 Rijksmonumenten van Ronald Plasterk. Een aantal jaren later kregen ze de beschermde status van gemeentelijk monument.

## Rapenburgerstraat 73
Vlak nadat de ateliercomplexen opgeleverd stortte Rapenburgerstraat 73 in tijdens voorbereidende werkzaamheden voor een nieuw pand op nr. 71, dat tijdens de Tweede Oorlog ten prooi viel aan houtroof en sloop. Daarop werd besloten de panden direct ten oosten van het ateliercomplex te slopen; herbouw kwam in 1964. Het werd in de 21e eeuw omgebouwd tot nieuw appartementencomplex De Rapenburger.   